# المعهد الاجتماعي الهندي، بنغالور
المعهد الاجتماعي الهندي في بنغالور Indian Social Institute, Bangalore، كان بمثابة دائرة امتداد لليسوعيين في بونه بنيودلهي بالهند منذ الخمسينات، حيث عمل من أجل التغيير الاجتماعي لصالح الشعوب الفقيرة المحرومة. وفي عام 1993 أصبحت منظمة غير حكومية مستقلة واسمها الحالي.

## معلومات أساسية تاريخية
في عام 1951، أسس جيروم دي سوزا، وهو مربي وعضو في الجمعية التأسيسية الهندية، المعهد الهندي للنظام الاجتماعي في بونه بالهند، للمساهمة في نشوء نظام اجتماعي جديد في الهند بعد الاستقلال. وأنشئت مراكز تدريب إقليمية في مختلف أنحاء البلد، بما في ذلك بنغالور.
في عام 1963 انتقل المعهد في بون إلى نيودلهي وفي عام 1967 أصبح المعهد الهندي الاجتماعي. وزادت خدمات الإرشاد الزراعي خاصة في الولايات الجنوبية حول بنغالور، حيث قدمت المساعدة إلى الحركة التعاونية وقدمت خدمات استشارية لوكالات التنمية، من بين برامج أخرى. وقد أمضى المتدربون ما يصل إلى ثلاثة أشهر في تعلم عملية التحليل الاجتماعي والمهارات اللازمة للتعبئة الاجتماعية. ظهرت مجموعات عمل عديدة، تم تدريبها في جهاز الاستخبارات الباكستانية (ISI-B)، مثل حركة صياد السمك في كيرالا.
ومنذ الثمانينات، عمل مركز التوثيق التابع للمعهد الاجتماعي الهندي خارج بنغالور لتقديم وثائق للناشطين في جميع أنحاء الهند. وبحلول عام 1993، تحققت الحاجة إلى جعل المعهد الاجتماعي الهندي في بنغالور منظمة غير حكومية مستقلة.
وكان الأب ستان سوامي، الذي اعتقلته وكالة التحقيق الوطنية واحتجزته بموجب قانون (منع) الأنشطة غير المشروعة الوحشية، مديراً سابقاً في الفترة من 1975 إلى 1986.